# Wybory prezydenckie w Macedonii w 2014 roku
Wybory prezydenckie w Macedonii w 2014 roku odbyły się 13 kwietnia (I tura) i 27 kwietnia (II tura). Jednocześnie wraz z II turą wyborów prezydenckich odbyły się wybory parlamentarne. 
O reelekcję ubiegał się Ǵorge Iwanow, który uzyskał ją w drugiej turze, wygrywając z Stewem Pendarowskim.

## System wyborczy
Prezydent Macedonii jest wybierany przy użyciu zmodyfikowanego systemu podwójnego; kandydat może być wybrany tylko w pierwszej turze głosowania, jeśli otrzyma równowartość ponad 50% głosów od wszystkich zarejestrowanych wyborców. W drugiej turze frekwencja musi wynosić co najmniej 40%, aby wynik został uznany za ważny.
Konstytucja stanowi, że kandydat ubiegający się o urząd prezydenta musi mieć ukończone 40 lat i mieszkać w Macedonii przez dziesięć z ostatnich piętnastu lat.

## Wyniki wyborów
| Kandydat                          | Kandydat                          | Partia                            | I tura    | I tura | II tura   | II tura |
| Kandydat                          | Kandydat                          | Partia                            | Głosy     | %      | Głosy     | %       |
| --------------------------------- | --------------------------------- | --------------------------------- | --------- | ------ | --------- | ------- |
|                                   | Ǵorge Iwanow                      | WMRO-DPMNE                        | 449 442   | 53,13  | 534 910   | 57,33   |
|                                   | Stewo Pendarowski                 | SDSM                              | 326 164   | 38,56  | 398 077   | 42,67   |
|                                   | Iljaz Halimi                      | DPA                               | 38 966    | 4,61   |           |         |
|                                   | Zoran Popowski                    | GROM                              | 31 368    | 3,71   |           |         |
| Nieważne/puste głosy              | Nieważne/puste głosy              | Nieważne/puste głosy              | 23 677    | 2,72   | 34 707    | 3,59    |
| Razem                             | Razem                             | Razem                             | 869 617   | 100    | 967 694   | 100     |
| Zarejestrowani wyborcy/frekwencja | Zarejestrowani wyborcy/frekwencja | Zarejestrowani wyborcy/frekwencja | 1 779 572 | 48,87  | 1 779 572 | 54,38   |
| Źródło: SEC,                      |                                   |                                   |           |        |           |         |